# District de Kusu
Pour les articles homonymes, voir Kusu.
Le district de Kusu (玖珠郡, Kusu-gun) est un district de la préfecture d'Ōita au Japon.
Au 1er décembre 2014, sa population était de 25 707 habitants pour une superficie de 557,85 km2.

## Communes du district
- Kokonoe
- Kusu